# Cyclosa pantanal
Cyclosa pantanal är en spindelart som beskrevs av Levi 1999. Cyclosa pantanal ingår i släktet Cyclosa och familjen hjulspindlar. Inga underarter finns listade i Catalogue of Life.